# Hypsirhynchus ater
Espèce
Synonymes
- Natrix atra Gosse, 1851
- Natrix capistratus Gosse, 1851

Statut de conservation UICN

 CR B1+2ce : 
En danger critique
Hypsirhynchus ater  est une espèce de serpents de la famille des Dipsadidae.

## Répartition
Cette espèce est endémique de Jamaïque,.

## Étymologie
Son nom d'espèce, du latin atra, « sombre, noir », lui a été donné en référence à sa couleur.

## Publication originale
- Gosse, 1851 : A Naturalist's Sojourn in Jamaica. Longman, Brown, Green and Longmans, London, p. 1-508 (texte intégral).